# Caudeval
Caudeval là một xã của Pháp, nằm ở tỉnh Aude trong vùng Occitanie.

## Hành chính
| Danh sách các xã trưởng                |           |                  |      |           |
| Giai đoạn                              | Giai đoạn | Tên              | Đảng | Tư cách   |
| 1939                                   | 1989      | Fevrier Francois | PS   | xã trưởng |
| 1989                                   | 2001      | Serres Serge     | SE   | xã trưởng |
| 2001                                   | 2014      | Danièle Wyrwich  | SE   | xã trưởng |
| Tất cả các dữ liệu trước đây không rõ. |           |                  |      |           |

## Thông tin nhân khẩu
| Năm | 1962 | 1968 | 1975 | 1982 | 1990 | 1999 |
| --- | ---- | ---- | ---- | ---- | ---- | ---- |
| Dân số | 146  | 136  | 141  | 132  | 144  | 153  |
| From the year 1962 on: No double counting—residents of multiple communes (e.g. students and military personnel) are counted only once. |      |      |      |      |      |      |